# Serghei Dadu
Serghei Dadu (* 23. Januar 1981 in Chișinău, Moldauische SSR) ist ein ehemaliger moldauischer Fußballspieler. Er spielte auf der Position des Stürmers von 2002 bis 2013 für die Moldauische Fußballnationalmannschaft.

## Karriere
Seine Karriere begann 1999 er beim mehrfachen moldauischen Meister Sheriff Tiraspol. Dort blieb er fünf Jahre unter Vertrag, spielte aber nur eine Saison für den Verein. Er wurde bis 2002 an andere moldauische Clubs ausgeliehen. Für Alanija Wladikawkas spielte er das erste Mal in den Saisons 2003 und 2004, bevor er 2004 bei ZSKA Moskau unterschrieb. Für den ZSKA spielte er nur ein Spiel und wurde in der Spielzeit 2005 wieder an Alanija ausgeliehen. 2006 ging er für eine Saison zum Sheriff Tiraspol zurück. Danach ging es für zwei Jahre nach Dänemark dort wurde er 2007 Vizemeister mit dem FC Midtjylland. 2008 wurde er wieder nach Wladikawkas ausgeliehen, bevor er 2009 dort einen Vertrag unterschrieb und in der 1. Division den 3. Platz belegte. Seit 2012 spielte er wieder für Sheriff Tiraspol. Im Februar 2013 löste er seinen Vertrag auf und beendete seine Laufbahn.
Für die moldauische Nationalmannschaft spielte er unter anderem 9 Spiele in der Qualifikation zur WM 2006 und 5 Spiele in der Qualifikation zur EM 2008.